# Nové Hamry
Pour les articles homonymes, voir Hamry.
Nové Hamry (en allemand : Neuhammer bei Karlsbad) est une commune du district et de la région de Karlovy Vary, en Tchéquie. Sa population s'élevait à 339 habitants en 2021.

## Géographie
Nové Hamry se trouve dans les monts Métallifères, à 5 km au nord de Nejdek, à 18 km au nord-ouest de Karlovy Vary et à 127 km à l'ouest-nord-ouest de Prague.
La commune est limitée par l'Allemagne au nord, par Potůčky, Horní Blatná et Pernink à l'est, par Nejdek au sud, et par Vysoká Pec et Přebuz à l'ouest.

## Histoire
La première mention écrite de la localité date de 1654.